# Crkva sv. Leopolda u Steinhofu
Crkva sv. Leopolda u Steinhofu (njem. Kirche am Steinhof) rimokatolička je crkva i oratorij Psihijatrijske bolnice u Steinhofu u Beču u Austriji. Zgrada koju je dizajnirao Otto Wagner smatra se jednom od najznačajnijih crkvi iz razdoblja secesije na svijetu.
Crkva je smještena na 310 metara nadmorske visine, dominira prostorom i dio je Psihijatrijske bolnice Steinhof. Bolnica se prije službeno zvala Donjo-austrijska bolnica za neurološke i mentalno bolesne 'Am Steinhof' (njem. Niederösterreichische Landes-Heil- und Pflegeanstalt für Nerven- und Geisteskranke 'Am Steinhof'). Nalazi se na brežuljku (njem. Baumgartnerhöhe) ispod Galitzinberga u 14. bečkom okrugu Penzing. Ima poseban status u sklopu okolne bolnice i nije dio Bečke nadbiskupije.
Crkva posvećena Sv. Leopoldu sagrađena je između 1903. i 1907. godine. Djelo je tada 63-godišnjega arhitekta Otta Wagnera, s mozaicima i vitrajem, koji su djelo Kolomana Mosera i skulpturama anđela Othmara Schimkowitza. Velika većina ostalih manjih detalja djelo je samoga Otta Wagnera. Kipovi na dvjema vanjskim kulama predstavljaju sv. Leopolda i sv. Severina (dva sveca zaštitnika Donje Austrije), a djelo su bečkoga kipara Richarda Lukscha.
Crkva se neuobičajeno nalazi u smjeru sjever-jug, na središnjem vrhu bolničkoga kompleksa. Otto Wagner primijenio je neke posebnosti, npr. crkva ima vrlo malo oštrih rubova, a većina kuteva je zaobljena; gotovo da nema vidljivih križeva; područje gdje stoji svećenik potencijalno je potpuno odvojeno od područja gdje stoje vjernici; izlazi za nuždu ugrađeni su u bočne zidove u slučaju da pacijent treba brzo otići; kontinuirano teče voda na ulazu, koja je zamijenila posude za svetu vodu; postoje posebni ulazi za muške i ženske pacijente, jer je spolna segregacija u to vrijeme bila obavezna u mentalnim ustanovama; ispovjedaonice su bili otvorenije nego što je uobičajeno. 
U sklopu crkve bili su lako dostupni wc-i u slučaju potrebe pacijenta. U početku su klupe bile različite širine kako bi se smjestile različite kategorije pacijenata. Pod je sličan kao u kazalištu; razlika u visini poda na ulaza u odnosu na oltar iznosi 26 centimetara.

## Galerija
- Prostor iznad oltara.
- Anđeo
- Mozaik u crkvi.
- Detalj crkve.